# Polietes
Genre
Polietes est un genre d'insectes diptères de la famille des Muscidae.

## Liste d'espèces
Selon Catalogue of Life (1 mars 2013) :
- Polietes albolineata
- Polietes domitor
- Polietes fuscisquamosa
- Polietes hirticrura
- Polietes koreicus
- Polietes lardaria
- Polietes major
- Polietes meridionalis
- Polietes nigrolimbata
- Polietes orichalceoides
- Polietes orientalis
- Polietes steinii

Selon ITIS (1 mars 2013) :
- Polietes hirticrura Meade, 1887
- Polietes lardaria (Fabricius, 1781)
- Polietes orichalceoides (Huckett, 1965)

Selon Fauna Europaea (21 aout 2016) :
- Polietes domitor
- Polietes hirticrus
- Polietes lardarius
- Polietes major
- Polietes meridionalis
- Polietes nigrolimbatus
- Polietes steinii